# Feketehasú hangyászrigó
A feketehasú hangyászrigó (Myrmecocichla nigra)  a madarak osztályának verébalakúak (Passeriformes) rendjébe és a légykapófélék (Muscicapidae) családjába tartozó faj.

## Rendszerezése
A fajt Louis Pierre Vieillot francia ornitológus írta le 1818-ban, az Oenanthe nembe Œnanthe nigra néven.

## Előfordulása
Afrikában a Szahara alatti részén, Angola, Burundi, Dél-Szudán, Gabon, Guinea, Kamerun, Kenya, a Kongói Demokratikus Köztársaság, a Közép-afrikai Köztársaság, Libéria, Nigéria, Ruanda, Szenegál, Szudán, Tanzánia, Uganda és Zambia területén honos.
Természetes élőhelyei a szubtrópusi vagy trópusi füves puszták és legelők. Állandó, nem vonuló faj.

## Megjelenése
Testhossza 18 centiméter, testtömege 37-46 gramm.

## Életmódja
Vetőmagvakkal és bogyókkal táplálkozik, de rovarokat, hernyókat, termeszeket, hangyákat és szöcskéket is fogyaszt.

## Természetvédelmi helyzete
Az elterjedési területe rendkívül nagy, egyedszáma pedig stabil. A Természetvédelmi Világszövetség Vörös listáján nem fenyegetett fajként szerepel.